# Badum-torony
A Badum-torony (spanyolul: Torre Badum, más alakban: Badúm) a kelet-spanyolországi Castellón tartomány egyik 16. századi műemléke.

## Története és leírása
Az építményt őrtoronynak építették 1554-ben, innen ugyanis jelentős részt be lehetett látni a Földközi-tenger partvidékéből, így időben tudták észlelni, amikor berber kalózhajók közeledtek. Általában kettő vagy három őrszem tartózkodott benne, akik a közeli erődökkel (például a peñíscolai várkastéllyal) tűzjelek segítségével tartották a kapcsolatot.
A torony Spanyolország keleti partjainál, az Irta-hegység és a Földközi tenger találkozásánál található egy nagyjából 97 méter magas sziklán, Peñíscola központjától mintegy 5 km távolságra délnyugatra. A kör alaprajzú, kőből rakott épületnek nincs bejárati ajtaja, mivel egy ablakon keresztül lehet bejutni a belsejébe. Itt belépve egy lépcsőn keresztül érhető el a felső szint.
A tornyot 2014-ben felújították. A felújítás egyik fontos mozzanata volt, amikor a tornyon látható régi, kőből faragott címert eltávolították, majd áthelyezték a castellóni Szépművészeti Múzeumba, eredeti helyére pedig egy másolatot helyeztek ki.

## Képek

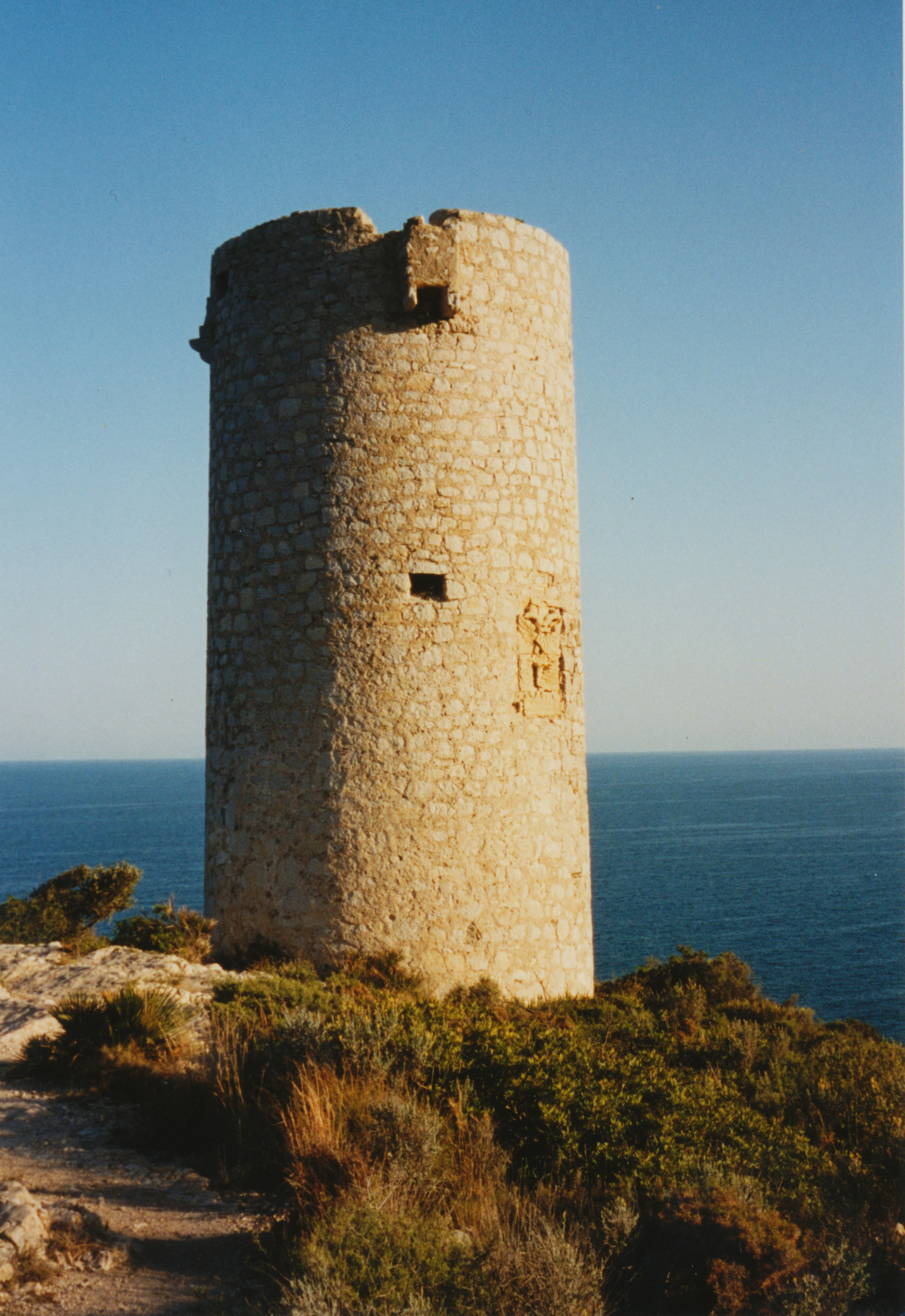
A torony
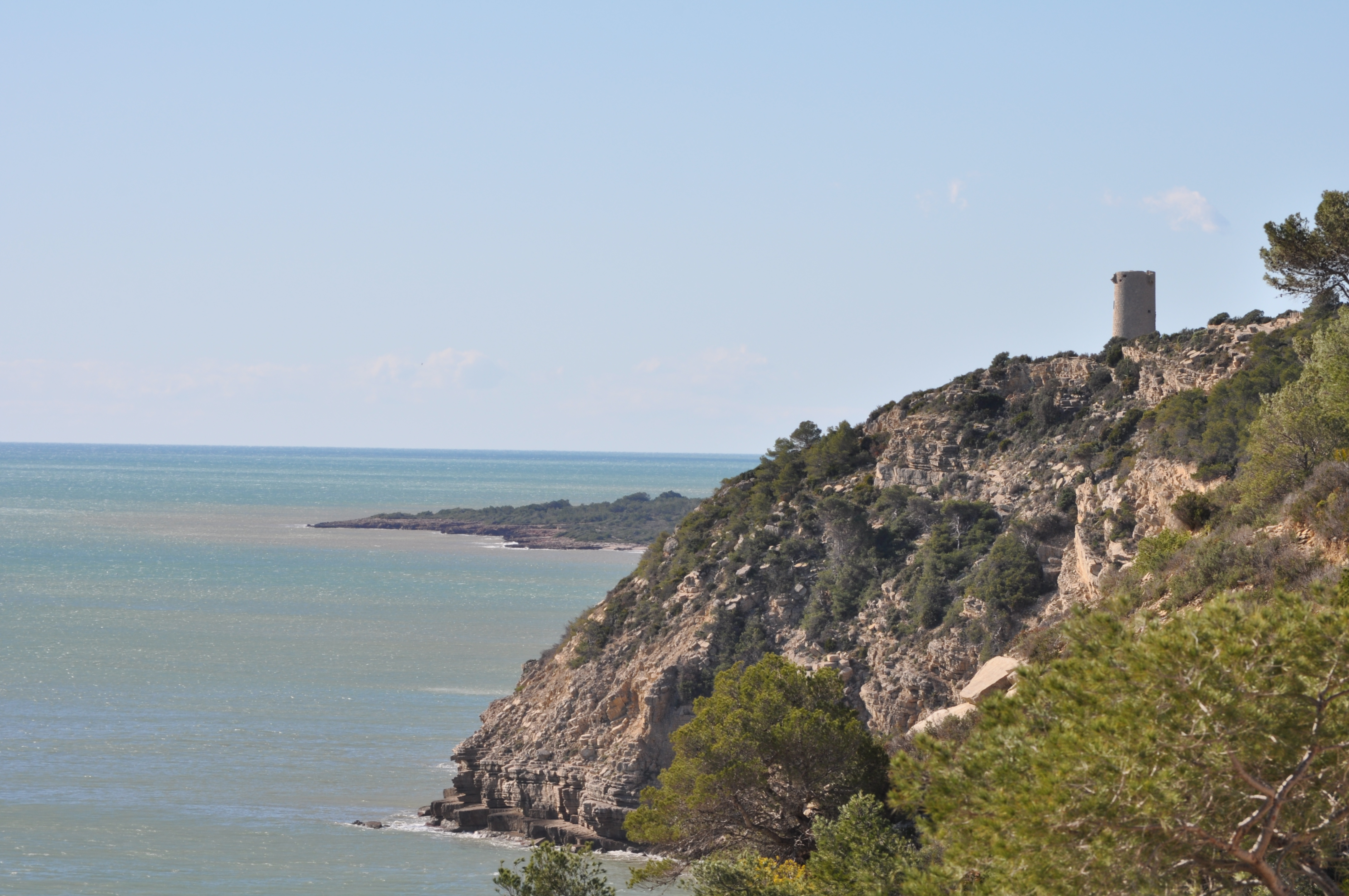
Távolról nézve, környezetével együtt
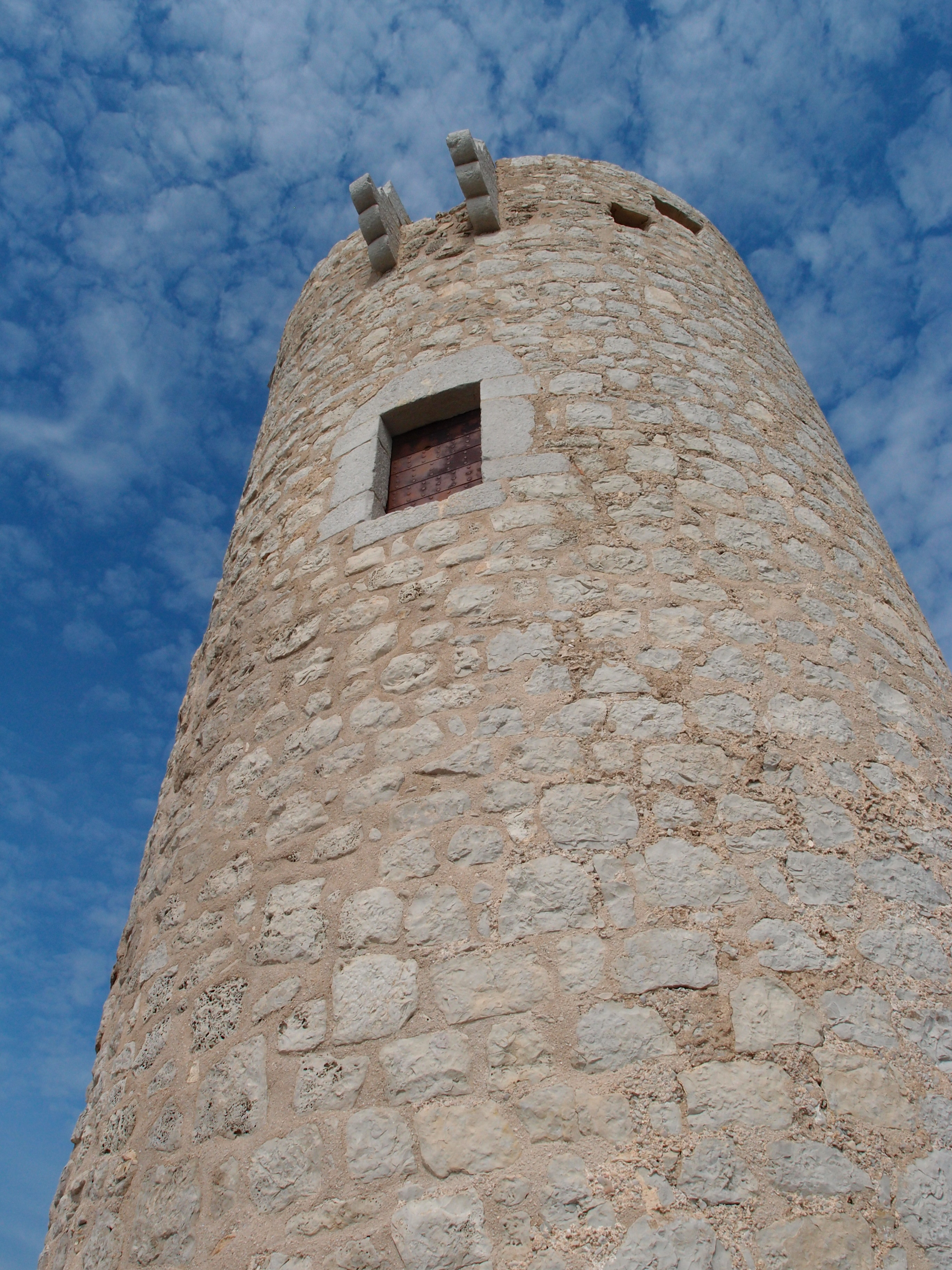
Közelről
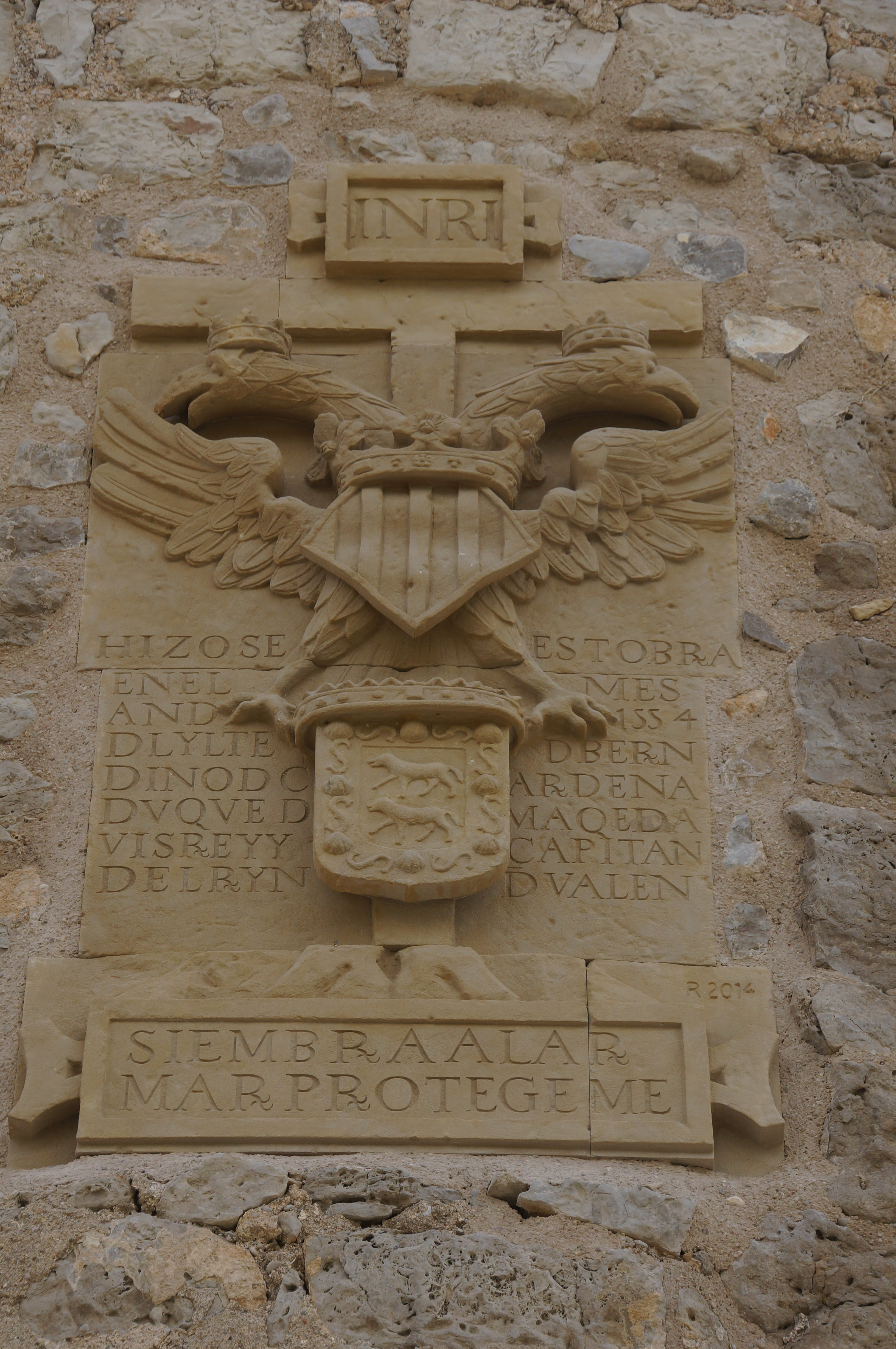
A tornyon levő kőcímer